# کلاته نظرمحمد
کلاته نظرمحمد یک روستا در ایران است که در دهستان جیرستان واقع شده‌است. کلاته نظرمحمد ۷۱۴ نفر جمعیت دارد.